# نونا آبرامیان
نونا ساریبکی آبرامیان (ارمنی: Նոնա Սարիբեկի Աբրամյան؛  ۳۰ ژانویهٔ ۱۹۸۲) یک بازیگر اهل ارمنستان است. وی از سال میلادی تاکنون مشغول فعالیت بوده است..

## زندگی‌نامه
وی در ۳۰ ژانویه ۱۹۸۲ به دنیا آمد و از دانشگاه اتحادیه کارگری بشردوستانه سن پترزبورگ (۲۰۰۲) فارغ‌التحصیل شد. وی در تئاتر دراماتیک پروکوپیفسک فعالیت می‌کند

## یادداشت
1. ↑  Պրոկոպևսկի դրամատիկական թատրոն